# Licibořice
Licibořice är en ort i Tjeckien.   Den ligger i regionen Pardubice, i den centrala delen av landet, 100 km öster om huvudstaden Prag. Licibořice ligger 407 meter över havet och antalet invånare är 237.
Terrängen runt Licibořice är huvudsakligen platt, men åt sydost är den kuperad. Runt Licibořice är det ganska tätbefolkat, med 72 invånare per kvadratkilometer. Närmaste större samhälle är Pardubice, 18,2 km norr om Licibořice. Omgivningarna runt Licibořice är en mosaik av jordbruksmark och naturlig växtlighet.